# 佩奧利 (喬治亞州)
佩奧利（英語：Paoli）是位於美國喬治亞州麥迪遜縣的一個非建制地區。該地的面積和人口皆未知。

## 地理
佩奧利的座標為34°05′32″N 83°05′30″W / 34.09222°N 83.09167°W，而該地的平均海拔高度為206米（即676英尺）。